# إنصاف قلعجي
إنصاف حسن خيرو قلعجي، كاتبة أردنية من أصل فلسطيني، من مواليد حيفا عام 1946. زوجها الأكاديمي خالد الكركي.

## نشأتها وسيرتها
أنهت إنصاف قلعجي الثانوية العامة في كلية راهبات الوردية بمدينة عمّان سنة 1966، وحصلت على شهادة البكالوريوس في اللغة العربية وآدابها من الجامعة الأردنية سنة 1970، ثم شهادة الماجستير في النقد الأدبي من كلية الدراسات الشرقية والإفريقية بجامعة لندن سنة 1980. عملت في الجامعة الأردنية رئيسةً للديوان في كلية الاقتصاد والتجارة (1970-1975)، ثم باحثة ببلوغرافيا في مكتبة الجامعة (1975-1976). كما تولّت مسؤولية الملف الثقافي في مجلة «فرح» النسائية بعمّان (1993)، وواظبت على كتابة مقالاتها لعدة سنوات في صحيفة «المجد» الأسبوعية الأردنية.
إنصاف عضوة في رابطة الكتاب الأردنيين، وعضوة في هيئتها الإدارية التي انتُخبت سنة 2011، كما أنها عضوة في الجمعية الفلكية الأردنية.

## أعمالها الأدبية
- «للحزن بقايا فرح»، قصص، شقير وعكشة، عمّان، 1987.
- «رعش المدينة»، قصص، دار الكرمل، عمّان، 1990.
- «النسر في الليلة الأخيرة»، قصص، المؤسسة العربية للدراسات والنشر، بيروت، 1999.
- «ثرثرة في مدار السرطان»، قصص، دار ورد الأردنية، عمّان، 2009.
- «ساحة الحناطير»، قصص، دار ورد الأردنية، عمّان، 2009.
- "يا خائط الخلائق خطني""، قصص، عمّان، 2014 [2]

وجمعت مقتطفات أدبية من أعمالها ترجمت إلى اللغة الإنجليزية.